# Coupe Gambardella 1998-1999
Navigation
Édition précédente Édition suivante
La coupe Gambardella 1998-1999 est la 45e édition de l'épreuve organisée par la Fédération française de football et ses ligues régionales. La compétition est ouverte aux équipes de football de jeunes dans la catégorie des 18 ans. La compétition comprend une première phase régionale suivi d'une phase nationale comportant huit tours.
Le vainqueur de l'édition 1997-1998, l'AS Saint-Étienne est battu en finale par l'AJ Auxerre.

## Trente-deuxièmes de finale
Les matchs se déroulent sur le terrain du club premier nommé.
| Équipe 1              | Résultat | Équipe 2                | T.a.b. |
| --------------------- | -------- | ----------------------- | ------ |
| Olympique d'Alès      | 1-0      | ASOA Valence            |        |
| Limoges FC            | 0-2ap    | Montpellier HSC         |        |
| Douai                 | 0-12ap   | Amiens SCF              |        |
| AS Saint-Étienne      | 7-0      | Angoulême CFC           |        |
| Besançon RC           | 3-2      | FC Gueugnon             |        |
| Girondins de Bordeaux | 4-3      | Toulouse FC             |        |
| ES Guéret             | 0-2      | SO Châtellerault        |        |
| Angers SCO            | 5-0ap    | Tours FC                |        |
| EA Guingamp           | 1-0      | FC Nantes               |        |
| CS Brétigny           | 0-1      | FC Versailles           |        |
| US Créteil            | 0-4      | AJ Auxerre              |        |
| CSSM Le Havre         | 0-4      | Le Havre AC             |        |
| ASPTT Caen            | 1-1      | La Roche VF             | 4-2    |
| Paris SG              | 0-1      | FC Metz                 |        |
| US Avranches          | 0-4      | Stade rennais           |        |
| FC Lambersart         | 2-5      | RC Lens                 |        |
| Montauban FC          | 1-1      | Toulouse Fontaines      | 10-11  |
| Red Star 93           | 3-0      | US Lusitanos Saint-Maur |        |
| Vannes OC             | 0-4      | FC Lorient              |        |
| LOSC Lille Métropole  | 6-0      | Valenciennes FC         |        |
| FC Vaulx-en-Velin     | 1-1      | SC Bastia               | 5-4    |
| US Sénart-Moissy      | 0-2      | USL Dunkerque           |        |
| OGC Nice              | 3-1ap    | AS Monaco               |        |
| FCSR Haguenau         | 0-0      | FC Charvieu-Chavagneux  | 4-5    |
| Saint-Chamond Foot    | 0-4      | FC Martigues            |        |
| FC Villefranche       | 0-6      | CS Louhans-Cuiseaux     |        |
| USF Le Puy            | 0-3      | AS Cannes               |        |
| RC Strasbourg         | 2-0      | FC Sochaux              |        |
| SCO Roubaix 59        | 2-1ap    | CS Sedan Ardennes       |        |
| US Forbach            | 0-2      | AS Nancy-Lorraine       |        |
| ES Blanquefort        | 0-0      | Roanne Foot             | 4-1    |
| GSI Pontivy           | 0-1      | USJA Carquefou          |        |

## Seizièmes de finale
Les rencontres ont lieu sur le terrain du club premier nommé.
| Équipe 1               | Résultat | Équipe 2              | T.a.b. |
| ---------------------- | -------- | --------------------- | ------ |
| Angers SCO             | 4-2ap    | EA Guingamp           |        |
| Olympique d'Alès       | 1-0      | Girondins de Bordeaux |        |
| Stade rennais          | 3-0      | Red Star 93           |        |
| FC Vaulx-en-Velin      | 0-5ap    | CS Louhans-Cuiseaux   |        |
| Besançon RC            | 0-3      | AS Saint-Étienne      |        |
| RC Strasbourg          | 2-0      | AS Nancy-Lorraine     |        |
| ASPTT Caen             | 1-5      | USJA Carquefou        |        |
| FC Charvieu-Chavagneux | 0-7ap    | AJ Auxerre            |        |
| SO Châtellerault       | 1-1      | FC Lorient            | 4-2    |
| FC Versailles          | 2-5ap    | Amiens SCF            |        |
| FC Martigues           | 2-1      | AS Cannes             |        |
| LOSC Lille Métropole   | 3-0      | RC Lens               |        |
| Toulouse Fontaines     | 1-4      | Montpellier HSC       |        |
| SCO Roubaix            | 0-5ap    | Le Havre AC           |        |
| ES Blanquefort         | 0-1      | OGC Nice              |        |
| USL Dunkerque          | 0-2      | FC Metz               |        |

## Huitièmes de finale
Les huitièmes de finale ont lieu sur le terrain du club premier nommé.
| Équipe 1             | Résultat | Équipe 2         | T.a.b. |
| -------------------- | -------- | ---------------- | ------ |
| LOSC Lille Métropole | 4-0      | Amiens SCF       |        |
| CS Louhans-Cuiseaux  | 0-3      | AS Saint-Étienne |        |
| SO Châtellerault     | 0-2ap    | Le Havre AC      |        |
| OGC Nice             | 1-1      | FC Martigues     | 3-2    |
| Angers SCO           | 1-1      | FC Metz          | 2-4    |
| Olympique d'Alès     | 1-2      | RC Strasbourg    |        |
| USJA Carquefou       | 0-1      | Stade rennais    |        |
| AJ Auxerre           | 1-0      | Montpellier HSC  |        |

## Quarts de finale
Les quarts de finale ont lieu sur le terrain du club premier nommé.
| Équipe 1             | Résultat | Équipe 2      | T.a.b. |
| -------------------- | -------- | ------------- | ------ |
| Le Havre AC          | 0-2      | AJ Auxerre    |        |
| AS Saint-Étienne     | 2-0      | OGC Nice      |        |
| LOSC Lille Métropole | 3-0      | Stade rennais |        |
| FC Metz              | 0-0      | RC Strasbourg | 4-2    |

## Demi-finale
Les rencontres se déroulent le 28 avril à Vittel. Les deux buts stéphanois sont inscrits par Thiaw. Djibril Cissé inscrit un doublé pour Auxerre, après que Delpierre ait ouvert le score pour Lille.
| Équipe 1         | Résultat | Équipe 2             | T.a.b. |
| ---------------- | -------- | -------------------- | ------ |
| AS Saint-Étienne | 2-0      | FC Metz              |        |
| AJ Auxerre       | 2-1      | LOSC Lille Métropole |        |

## Finale
La finale a lieu au Stade de France le 15 mai 1999 en lever de rideau de la finale de la coupe de France Football Club de Nantes-CS Sedan Ardennes. Elle est remportée cinq tirs au but à quatre par l'AJ Auxerre devant l'AS Saint-Étienne.
| Équipe 1         | Résultat | Équipe 2   | T.a.b. |
| ---------------- | -------- | ---------- | ------ |
| AS Saint-Étienne | 0-0      | AJ Auxerre | 4-5    |

Il s'agit de la cinquième victoire de l'AJ Auxerre dans l'épreuve,.
Feuille de match
| 15 mai 1999 | AS Saint-Étienne | 0-0 | AJ Auxerre | Stade de France             |                             |
| |                  | (0-0) |            | Arbitrage : Cédric Bernardo | Arbitrage : Cédric Bernardo |
| | Rapport          | |            | Arbitrage : Cédric Bernardo | Arbitrage : Cédric Bernardo |
| | Tirs au but 4-5  | |            | Arbitrage : Cédric Bernardo | Arbitrage : Cédric Bernardo |
| Florent Perraud - Simon Carmignani, Ibrahima Sonko, Émilien Ruiz, Alexandre Chaux - Alassane N'Dour, Emmanuel Dubicki, Victor Masengo, Baptiste Lafleuriel (Mickaël Parente 63e ) - Pape Thiaw, Frédéric Mendy (Éric Obinna 55e ). · Entraîneur : Gérard Fernandez. | Équipes          | Jérémy Sopalski – Richard Suriano, Kevin Hatchi, Philippe Mexès, Christophe Virlogeux (Salah Bakour 43e ) - Loïc Mouny, Lionel Mathis, Noam Surrier – Sébastien Cochet, Djibril Cissé, Pedro Kamata. · Entraîneur : Alain Fiard. |            | Arbitrage : Cédric Bernardo | Arbitrage : Cédric Bernardo |